# Шейбалова, Йиржина
Йи́ржина Ше́йбалова (чеш. Jiřina Šejbalová; 17 сентября 1905, Прага, Австро-Венгрия, ныне Чехия — 23 августа 1981, там же) — чешская актриса театра, кино и телевидения, певица и театральный педагог.

## Биография
Шейбалова родилась в Праге, в семье клерков. По окончании Пражской консерватории поступила в труппу Национального театра в Брно. В 1928—1971 годах работала в Национальном театре в Праге. В кино с 1931 года. Снялась в более чем 35 чешских художественных фильмах. Преподавала театральное мастерство в Академии музыкальных искусств в Праге и в Академии музыки имени Яначека в Брно. Она также появилась в нескольких чешских телевизионных фильмах и телевизионных программах с 1961 по 1980 год. 

## Избранная фильмография
- 1931 — / Ze soboty na neděli — Нани
- 1937 — / Kvočna — Мила Своянова
- 1939 — Цех кутногорских дев / Cech panen kutnohorských — София Тришка
- 1939 — Юмореска / Humoreska — Юлия Гердова
- 1939 — Невинная / Nevinná — Ясмина Далия
- 1940 — Любовница в маске / Maskovana milenka — графиня Евгения
- 1948 — Гостиница «У каменного стола» / Hostinec U kamenného stolu — Божена
- 1949 — / Případ Z-8 Z-8 — Weberová alias Sternová
- 1949 — Судный день / Soudný den — Галинка
- 1953 — Естршаб против Грдличка / Jestřáb kontra Hrdlička
- 1954 — Кафе на главной улице / Kavárna na hlavní třídě — Стиблова
- 1954 — Комические рассказы Гашека / Haškovy povídky ze starého mocnářství — Старостова
- 1954 — Самый лучший человек / Nejlepší člověk — Бублихова
- 1957 — Волчья яма / Vlčí jáma — Клара
- 1958 — Гражданин Брих / Občan Brych — Калоусова
- 1958 — Мораль пани Дульской / Morálka paní Dulské — Тадрахова
- 1959 — Такая любовь / Taková láska — Матысова
- 1960 — Полицейский час / Policejní hodina
- 1960 — Августовское воскресенье / Srpnová neděle — Мария Вахова
- 1960 — Ромео, Джульетта и тьма / Romeo, Julia a tma — мать Павла
- 1962 — / Tvrdohlavá žena a zamilovaný školní mládenec (ТВ)
- 1962 — Невидимые миру слёзы / Slzy, které svět nevidí — Мария Петровна Робротейева (к/м)
- 1963 — Русалка / Rusalka — колдунья
- 1964 — Плацкарта без возврата / Místenka bez návratu
- 1964 — Папа, достань щенка! / Táto, sežeň štěně! — бабушка
- 1968 — Правосудие для Сельвина / Spravedlnost pro Selvina — мать (ТВ)
- 1968 — Наша безумная семья / Naše bláznivá rodina — Йедлицкова, бабушка Яна
- 1969 — Джентльмены / Světáci — Трцкова
- 1972 — Джен Эйр / Jana Eyrová — пани Реедова (ТВ)
- 1973 — Золотая свадьба / Zlatá svatba
- 1976 — День для моей любви / Den pro mou lásku — мисс Бернардова
- 1977 — Наш старик Йозеф / Náš dědek Josef — Анна
- 1978 — Соло для старой дамы / Sólo pro starou dámu

## Награды
- 1958 — Заслуженная артистка ЧССР
- 1965 — Народная артистка ЧССР